# Cupa UEFA 1989-1990
Cupa UEFA 1989-1990 a fost câștigată de Juventus cu scorul de 3-1 contra echipei ACF Fiorentina.

## Runda preliminară
| Echipa #1  | Total | Echipa #2     | Tur | Retur |
| ---------- | ----- | ------------- | --- | ----- |
| AJ Auxerre | 3-2   | Dinamo Zagreb | 0-1 | 3-1   |

## Prima rundă
| Echipa #1                  | Total  | Echipa #2            | Tur | Retur    |
| -------------------------- | ------ | -------------------- | --- | -------- |
| FK Austria Wien            | 2-1    | Ajax Amsterdam       | 1-0 | 1-1(aet) |
| Vitosha Sofia              | 3-4    | R. Antwerp F.C.      | 0-0 | 3-4      |
| Apollon Limassol           | 1-4    | Real Zaragoza        | 0-3 | 1-1      |
| Aberdeen F.C.              | 2-2(a) | SK Rapid Wien        | 2-1 | 0-1      |
| Hibernian F.C.             | 4-0    | Videoton FC Fehérvár | 1-0 | 3-0      |
| Atlético Madrid            | 1-1(p) | ACF Fiorentina       | 1-0 | 0-1      |
| Valencia CF                | 4-2    | Victoria București   | 3-1 | 1-1      |
| Kuusysi Lahti              | 2-3    | Paris Saint-Germain  | 0-0 | 2-3      |
| RoPS                       | 2-1    | GKS Katowice         | 1-1 | 1-0      |
| AJ Auxerre                 | 8-0    | KS Apolonia Fier     | 5-0 | 3-0      |
| FC Sochaux-Montbeliard     | 12-0   | Jeunesse Esch        | 7-0 | 5-0      |
| Iraklis                    | 1-2    | FC Sion              | 1-0 | 0-2      |
| Glentoran F.C.             | 1-5    | Dundee United F.C.   | 1-3 | 0-2      |
| IA                         | 1-6    | RFC de Liège         | 0-2 | 1-4      |
| Atalanta B.C.              | 0-2    | FC Spartak Moscova   | 0-0 | 0-2      |
| Valletta                   | 1-7    | First Vienna FC      | 1-4 | 0-3      |
| Lillestrom S.K.            | 1-5    | Werder Bremen        | 1-3 | 0-2      |
| FC Twente                  | 1-4    | Club Brugge          | 0-0 | 1-4      |
| Gornik Zabrze              | 2-5    | Juventus F.C.        | 0-1 | 2-4      |
| Sporting Clube de Portugal | 0-0(p) | SSC Napoli           | 0-0 | 0-0      |
| FC Porto                   | 4-1    | Flacăra Moreni       | 2-0 | 2-1      |
| 1. FC Köln                 | 5-1    | FC Nitra             | 4-1 | 1-0      |
| VfB Stuttgart              | 3-2    | Feyenoord Rotterdam  | 2-0 | 1-2      |
| Örgryte IS                 | 2-7    | Hamburger SV         | 1-2 | 1-5      |
| FC Wettingen               | 5-0    | Dundalk F.C.         | 3-0 | 2-0      |
| Galatasaray                | 1-3    | Steaua Roșie Belgrad | 1-1 | 0-2      |
| FC Dinamo Kiev             | 6-1    | MTK Hungaria FC      | 4-0 | 2-1      |
| FC Zenit Leningrad         | 3-1    | Naestved BK          | 3-1 | 0-0      |
| FK Zalgiris Vilnius        | 2-1    | IFK Göteborg         | 2-0 | 0-1      |
| FK Rad                     | 2-3    | Olympiacos           | 2-1 | 0-2      |
| FC Karl-Marx-Stadt         | 3-2    | Boavista FC          | 1-0 | 2-2(aet) |
| FC Hansa Rostock           | 2-7    | FC Banik Ostrava     | 2-3 | 0-4      |

## Runda a doua
| Echipa #1            | Total  | Echipa #2          | Tur | Retur    |
| -------------------- | ------ | ------------------ | --- | -------- |
| First Vienna         | 3–3(a) | Olympiacos         | 2–2 | 1–1      |
| Royal Antwerp        | 6–3    | Dundee United      | 4–0 | 2–3      |
| Club Brugge          | 4–6    | Rapid Wien         | 1–2 | 3–4      |
| Hibernian            | 0–1    | RFC de Liège       | 0–0 | 0–1(aet) |
| Real Zaragoza        | 1–2    | Hamburger SV       | 1–0 | 0–2(aet) |
| RoPS                 | 0–8    | Auxerre            | 0–5 | 0–3      |
| Paris Saint-Germain  | 1–3    | Juventus           | 0–1 | 1–2      |
| ACF Fiorentina       | (a)1–1 | Sochaux            | 0–0 | 1–1      |
| FC Porto             | 5–4    | Valencia CF        | 3–1 | 2–3      |
| Werder Bremen        | 5–2    | Austria Wien       | 5–0 | 0–2      |
| 1. FC Köln           | 3–1    | FC Spartak Moscova | 3–1 | 0–0      |
| FC Sion              | 3–5    | Karl-Marx-Stadt    | 2–1 | 1–4      |
| FC Wettingen         | 1–2    | Napoli             | 0–0 | 1–2      |
| FC Dinamo Kiev       | 4–1    | Baník Ostrava      | 3–0 | 1–1      |
| Zenit Leningrad      | 0–6    | VfB Stuttgart      | 0–1 | 0–5      |
| Steaua Roșie Belgrad | 5–1    | FK Žalgiris        | 4–1 | 1–0      |

## Optimi
| Echipa #1            | Total  | Echipa #2          | Tur | Retur |
| -------------------- | ------ | ------------------ | --- | ----- |
| SK Rapid Wien        | 2-3    | RFC de Liège       | 1-0 | 1-3   |
| R. Antwerp F.C.      | 2-1    | VfB Stuttgart      | 1-0 | 1-1   |
| Olympiacos           | 1-1(a) | AJ Auxerre         | 1-1 | 0-0   |
| ACF Fiorentina       | 1-0    | FC Dinamo Kiev     | 1-0 | 0-0   |
| SSC Napoli           | 3-8    | Werder Bremen      | 2-3 | 1-5   |
| Juventus F.C.        | 3-1    | FC Karl-Marx-Stadt | 2-1 | 1-0   |
| Hamburger SV         | (a)2-2 | FC Porto           | 1-0 | 1-2   |
| Steaua Roșie Belgrad | 2-3    | 1. FC Köln         | 2-0 | 0-3   |

## Sferturi de Finală
| Echipa #1      | Total | Echipa #2       | Tur | Retur |
| -------------- | ----- | --------------- | --- | ----- |
| RFC de Liège   | 3-4   | Werder Bremen   | 1-4 | 2-0   |
| ACF Fiorentina | 2-0   | AJ Auxerre      | 1-0 | 1-0   |
| 1. FC Köln     | 2-0   | R. Antwerp F.C. | 2-0 | 0-0   |
| Hamburger SV   | 2-3   | Juventus F.C.   | 0-2 | 2-1   |

## Semifinale
| Echipa #1     | Total  | Echipa #2      | Tur | Retur |
| ------------- | ------ | -------------- | --- | ----- |
| Juventus F.C. | 3-2    | 1. FC Köln     | 3-2 | 0-0   |
| Werder Bremen | 1-1(a) | ACF Fiorentina | 1-1 | 0-0   |

## Finală
| Echipa #1     | Total | Echipa #2     | Tur | Retur |
| ------------- | ----- | ------------- | --- | ----- |
| Juventus F.C. | 3-1   | AC Fiorentina | 3-1 | 0-0   |